# Вахби Хазри
Вахби Хазри (8. фебруар 1991) је професионални фудбалер и репрезентативац Туниса. Игра на позицији офанзивног везног играча.

## Каријера
Рођен је 8. фебруара 1991. у Ајачоу, Француска. Поникао је у млађим категоријама фудбалских клубова Ајачоа и Бастије. У сениорској конкуренцији дебитовао је 2009. године за први тим Бастије.
Почетком јула 2014. Вахби је прешао у Бордо, потписавши уговор на четири године. Дана 9. августа, на утакмици против Монпељеа, дебитовао је за нови тим. Хазри је први гол за „Жирондинце” постигао 17. августа на мечу против Монака.
Дана 30. јануара 2016. прелази у енглески Сандерленд, потписивши уговор на 4 године. У сезони 2016/17. клуб је испао из Премијер лиге и Хазри се вратио у Француску, потписао је за Рен. 10. септембра, у мечу против Марсеља, дебитовао је за нови тим. У истом мечу је постигао први гол за Рен.

## Репрезентација
Године 2013. дебитовао је за сениорску репрезентацију Туниса.
На Светском првенству 2018. године, постигао је гол у другом колу против Белгије, Тунис је поражен на тој утакмици са 2:5.